# Fine Arts Paris
Fine Arts Paris est un salon d'exposition d'œuvres d'art organisé au mois de novembre à Paris depuis 2017.

## Historique
Organisé en 2017 au palais Brongniart par les créateurs du salon du Dessin, la manifestation réunit une trentaine de galeristes exposant peintures, dessins et sculptures, du XVIe siècle aux œuvres contemporaines. En 2018, le salon se déplace au Carrousel du Louvre et rassemble quarante-trois exposants. La manifestation est complétée par une Semaine de la sculpture organisée en partenariat avec les musées parisiens spécialisés comme Bourdelle, Maillol, Rodin ou Zadkine. En 2019, la société organisatrice annonce l'installation de la manifestation dans la cour de l'hôtel des Invalides  en 2020 et l'ouverture du salon aux arts décoratifs (mobilier et objets d'arts) et aux œuvres de l'art moderne en présence de soixante-dix exposants.